# 高田宏治
高田 宏治（たかだ こうじ、1934年〈昭和9年〉4月7日 - ）は、日本の脚本家。本名は名前の読みが（ひろはる）。東映で時代劇・現代劇・ヤクザ映画など、オールマイティに執筆をしている。大阪府大阪市出身。東京大学文学部英文学科卒業。

## 来歴
1934年に大阪府大阪市で生まれ、太平洋戦争には宇治市に疎開していた。1950年に清水谷高校へ転校し、読書と映画に耽溺していた。1953年に京都大学を落第し、1年浪人。片思いの女性に振られたことで発奮、猛勉強に励んだ。1954年に東京大学へ入学。大学同期の大江健三郎に触発され、文筆生活を志す。1955年には砂川闘争へ参加。1956年に日本経済新聞社や岩波書店などからも誘いを受けるが、脚本家を一生の仕事と決め、東映に入社。降旗康男（1955年卒）・中島貞夫（1957年卒）とは大学からの交遊が続いた。
内田吐夢の助監督を務めた後、比佐芳武に師事。比佐から「こいつは当分ダメだが、20年後に大物になる」と見込まれる。1960年にはテレビ時代劇『白馬童子』の一編『南蛮寺の決斗』で脚本家デビュー。1961年から『柳生武芸帳』シリーズを担当し、ヒット。1964年頃、岡田茂に「高田は気狂いみたいなことばかり考えよる」と企画を批判されて東映を干されたため、この頃は一時的にテレビドラマの脚本を手がけた。東映の任侠映画ノウハウを得ようとした大映から1969年に招かれ、市川雷蔵の遺作となった『博徒一代 血祭り不動』や『関東おんな』シリーズ、『シルクハットの大親分』シリーズ（1970年）、『まむしの兄弟』シリーズ（1971年）と喜劇性を強調した任侠映画、1973年に日本・韓国・香港・タイ王国ら4か国の俳優が出演した『東京-ソウル-バンコック 実録麻薬地帯』を書いた。
1974年には千葉真一主演の『激突! 殺人拳』と『逆襲! 殺人拳』を執筆し、ヤクザ映画が下火になっていた東映にとって、久々の大ヒットをとばした作品となった。同年内に欧米でも公開され、アメリカ合衆国では封切り公開後、3週間でベスト5に躍り出て、千葉は本作品で海外進出するきっかけとなった。同年『山口組外伝 九州進攻作戦』で初めて実録路線を担当した。1975年には『仁義なき戦い』シリーズを書いてきた笠原和夫の依頼により最終作『仁義なき戦い 完結篇』を担いシリーズ最高の観客動員を記録したが、続けて担当した『三代目襲名』はそれを上回るヒットを記録した。
1976年は脱獄を請け負うブラックビジネスを描いた異色作『脱走遊戯』、1977年の『日本の首領』シリーズ、『北陸代理戦争』、『ドーベルマン刑事』、1978年にはオールスターキャストによる東映時代劇復興の第二弾『赤穂城断絶』、1982年は『鬼龍院花子の生涯』などを執筆。夏目雅子が発した「ナメたらいかんぜよ」が、流行語となるほどのヒットを記録した。1986年『極道の妻たち』シリーズを担当。
1997年には映像制作会社「ジャパン・アート」を設立し、リメイク作品『まむしの兄弟』、2000年には『新・仁義なき戦い』を書いた。

## 人物
妻は40歳年下の美女で、都度都度、「お嬢さんですか？お孫さんですか？」と聞かれる。貯金をせず、いつも現金を持ち歩き、神波史男から「高田はいつも見せ金を持って歩いてる男だ」と言われた。京都の定宿は佐々木旅館だったが、一番稼いでいた頃は浴衣を置く籠に1000万、2000万をポンと置き、遊びに行くとき財布の中身をいっぱいにして全部使った。荒井晴彦を銀座のクラブに連れて行き、「俺は先生なんて呼び方を越えている。グレート高田と呼べ」と強要した。顔が脚本家らしくない坊さん顔で、中国に映画祭で行った時、岡田茂を差し置いて、中国人が先に高田に挨拶に集まり「徳のある顔」と言われたという。勲章にも興味がなく、映画賞の賞状やトロフィーの類は引っ越しのとき、ほぼ捨てたという。唯一捨てて心残りなのは『鬼龍院花子の生涯』のときに夏目雅子から貰った「愛してます」と書かれたサインで「手元に残してたらどんなに価値があったやろ」と述べている。最盛期には護国寺近くのボウリングが出来そうなワンフロア150m2の日商岩井のヴィンテージマンションに住んでいたが、映画製作で人に騙され、スッカラカンになりマンション他、全て差し押さえられて山梨県に引っ越した。

## 作品
- 白馬童子 南蛮寺の決斗（1960年）
- 柳生武芸帳 シリーズ（1961年）
- 忍者狩り（1964年）
- 忍法忠臣蔵 （1965年） ※共作
- 妖艶毒婦伝 般若のお百 （1968年）
- 博徒一代 血祭り不動（1969年）
- 関東おんな シリーズ（1969年）
  - 関東おんな悪名
- シルクハットの大親分 シリーズ（1970年）
- まむしの兄弟シリーズ（1971年）
- 緋ぢりめん博徒（1972年）
- ゾロ目の三兄弟 (1972年)
- 三池監獄 兇悪犯（1973年）
- 東京-ソウル-バンコック 実録麻薬地帯（1973年） ※共作
- 殺人拳シリーズ（1974年）
  - 激突! 殺人拳 ※共作
  - 殺人拳2 ※原案
  - 逆襲! 殺人拳 ※共作
- 山口組外伝 九州進攻作戦（1974年）
- 仁義なき戦い 完結篇（1975年）
- 三代目襲名（1975年）
- 資金源強奪（1975年）
- 強盗放火殺人囚（1975年）
- 新仁義なき戦い 組長の首（1975年）
- 実録外伝 大阪電撃作戦（1976年）
- 新仁義なき戦い 組長最後の日（1976年）
- 脱走遊戯（1976年）※共作
- 沖縄やくざ戦争（1976年） ※共作
- 日本の首領 シリーズ（1977年）
  - やくざ戦争 日本の首領（1977年）
  - 日本の首領 野望篇（1977年）
  - 日本の首領 完結篇（1978年）
- 北陸代理戦争（1977年）
- ドーベルマン刑事（1977年）
- 赤穂城断絶（1978年）
- 野性の証明（1978年）
- 日本の黒幕（1979年）
- 鬼龍院花子の生涯（1982年）
- FUTURE WAR 198X年（1982年）
- 陽暉楼（1983年）
- エル・オー・ヴィ・愛・N・G（1983年）
- 北の螢（1984年）
- 櫂（1985年）
- 春の鐘（1985年）
- 姉妹坂（1985年）
- 極道の妻たち シリーズ （1986年）
  - 極道の妻たち（1986年）
  - 極道の妻たちII（1987年）
  - 極道の妻たち 三代目姐（1989年）
  - 極道の妻たち 最後の戦い（1980年）
  - 新極道の妻たち 覚悟しいや（1993年）
  - 極道の妻たち 危険な賭け（1996年）
  - 極道の妻たち 決着（1998年）
  - 極道の妻たち 死んで貰います（1999年）
  - 極道の妻たち 地獄の道づれ（2000年）
  - 極道の妻たち 情炎（2005年）
- 太閤記（1987年）
- 陽炎（1991年）
- 江戸城大乱（1991年）
- 首領になった男（1991年）
- 民暴の帝王（1993年）
- 首領を殺った男（1994年）
- 藏（1995年）
- まむしの兄弟 (1997年の映画) （1997年）
- 流れ板七人（1997年）
- 新・仁義なき戦い（2000年）
- 悪名（2001年）
- 筆子・その愛 -天使のピアノ-（2007年）
- 県警強行殺人班 鬼哭の戦場（2007年）
- 茶々 天涯の貴妃（2007年）

## 著書
- 高田宏治・西谷拓哉『高田宏治 東映のアルチザン』（1997年、カタログハウス）ISBN 978-4905943334
- 高田宏治＋編集部『東映実録路線 最後の真実』（2014年、メディアックス）ISBN 978-4862014870
- 高田宏治『ひどらんげあ おたくさ』（2016年、アスペクト）ISBN 9784757224490